# Генерал-губернатор Ганы

Генерал-губернатор Ганы (англ. Governor-General of Ghana) представлял правящего монарха — королеву Елизавету II, при этом полнота исполнительной власти была сосредоточена у основателя и лидера Народной партии конвента (англ. Convention People's Party) Кваме Нкрумы, являвшемся премьер-министром страны.
Пост появился с провозглашением независимости Ганы в 1957 году и был упразднён с провозглашением президентской республики в 1960 году, после чего главой государства стал президент Ганы.

## Список генерал-губернаторов Ганы
|                                                                                   | Портрет                                                                           | Имя (годы жизни)                                                                                   | Полномочия                                                                        | Полномочия                                                                        | Примечания                                                                                |
| Начало                                                                            | Портрет                                                                           | Имя (годы жизни)                                                                                   | Окончание                                                                         |                                                                                   | Примечания                                                                                |
| Генерал-губернатор Ганы, представляющий правящего монарха — королеву Елизавету II | Генерал-губернатор Ганы, представляющий правящего монарха — королеву Елизавету II | Генерал-губернатор Ганы, представляющий правящего монарха — королеву Елизавету II                  | Генерал-губернатор Ганы, представляющий правящего монарха — королеву Елизавету II | Генерал-губернатор Ганы, представляющий правящего монарха — королеву Елизавету II | Генерал-губернатор Ганы, представляющий правящего монарха — королеву Елизавету II         |
| --------------------------------------------------------------------------------- | --------------------------------------------------------------------------------- | -------------------------------------------------------------------------------------------------- | --------------------------------------------------------------------------------- | --------------------------------------------------------------------------------- | ----------------------------------------------------------------------------------------- |
| 1                                                                                 |                                                                                   | Сэр Чарльз Ноубл Арден-Кларк (1898–1962) англ. Charles Noble Arden-Clarke                          | 6 марта 1957                                                                      | 14 мая 1957                                                                       |                                                                                           |
| и. о.                                                                             |                                                                                   | Сэр Кобина Арку Корса (1894–1967) англ. Kobina Arku Korsah                                         | 14 мая 1957                                                                       | 13 ноября 1957                                                                    | Главный судья как замещающий генерал-губернатора в период отсутствия                      |
| 2                                                                                 |                                                                                   | Уильям Фрэнсис Хар, 5-й граф Листоуэл (1906–1997) англ. William Francis Hare, 5th Earl of Listowel | 13 ноября 1957                                                                    | 1 июля 1960                                                                       | Граф Листоуэл (англ. Earl of Listowel) — наследственный титул в системе Пэрства Ирландии. |